# Вангенхайм (Тюрингия)
Вангенхайм (нем. Wangenheim) — община в Германии, в земле Тюрингия.
Входит в состав района Гота. Подчиняется управлению Миттлерес Нессеталь.  Население составляет 687 человек (на 31 декабря 2010 года). Занимает площадь 9,99 км².